# جی‌اس‌سی ۰۳۵۴۹–۰۲۸۱۱
جی‌اس‌سی ۰۳۵۴۹-۰۲۸۱۱ یک ستاره است که در صورت فلکی اژدها قرار دارد.